# برونو بيريس
برونو بيريس (بالبرتغالية: Bruno Pires‏) (و. 1981  م) هو راكب دراجة هوائية برتغالي، شارك في طواف إسبانيا، مركز لعبه هو متخصص التسلق ‏.

## روابط خارجية
- برونو بيريس على موقع الاتحاد الدولي للدراجات (الإنجليزية)
- برونو بيريس على موقع أرشيف الدراجات (الإنجليزية)
- برونو بيريس على موقع إحصائيات الدراجات الإحترافية (الإنجليزية)
- برونو بيريس على موقع نسبة الدراجات (الإنجليزية)